# Natur- und Waldschutzgebiet Kaltenbronn

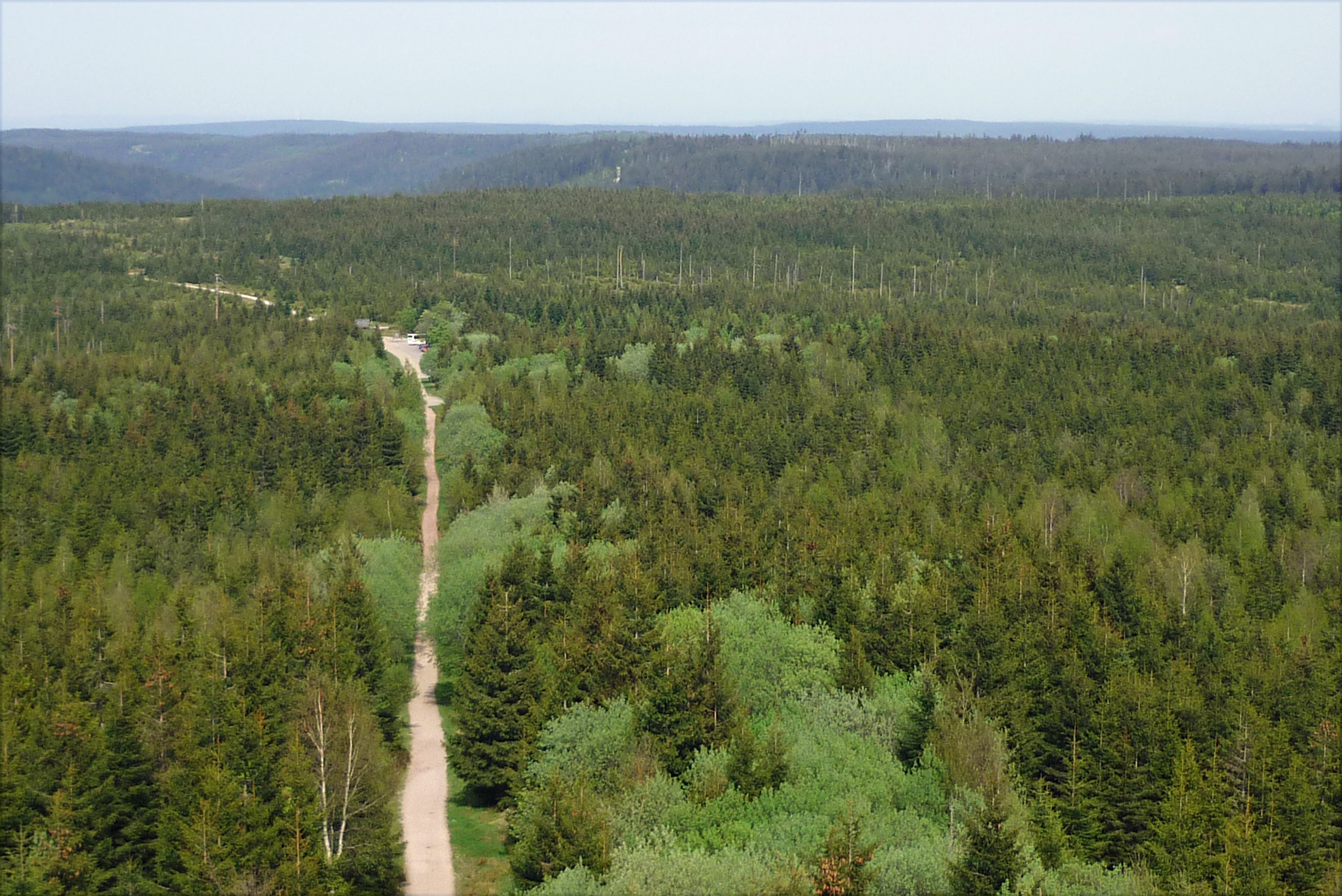
Blick vom Hohlohturm nordostwärts über den nach großflächigem Sturmwurf verjüngten Schonwald Kaltenbronn (Aufnahme 2015).

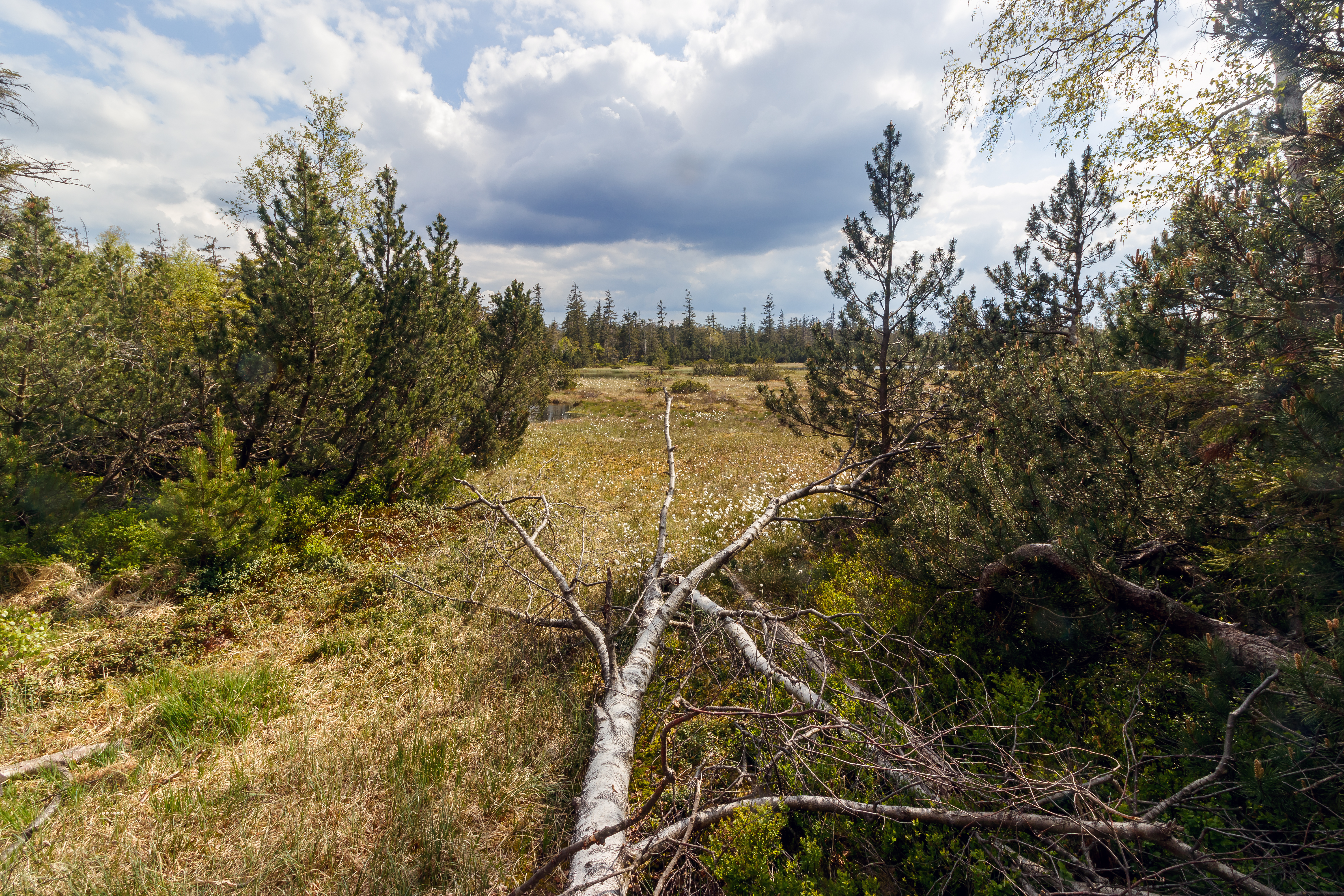
Am Hohlohsee

Das Natur- und Waldschutzgebiet Kaltenbronn liegt im Höhengebiet des Nordschwarzwalds zwischen Murg- und Enztal und gehört zu den baden-württembergischen Städten Gernsbach (Landkreis Rastatt) und Bad Wildbad (Landkreis Calw). Auf einer Fläche von rund 1750 Hektar umfasst es die zwei Kilometer voneinander entfernten Naturschutzgebiete um den Wildsee, den Hohlohsee und die sie umgebenden Moore sowie die überlagernden und verbindenden Bann- und Schonwälder beim Gernsbacher Ortsteil Kaltenbronn. Es wurde im Jahr 2000 als erstes kombiniertes Natur- und Waldschutzgebiet in Baden-Württemberg eingerichtet, Teilbereiche stehen bereits seit den 1920er- bzw. 1930er-Jahren unter Schutz.

## Lage
Das Schutzgebiet liegt im Naturraum Grindenschwarzwald und Enzhöhen und erstreckt sich nordöstlich und südwestlich der Landesstraße L 76 b, des Kegelbachs und von Kaltenbronn. Im nordöstlichen Teilgebiet befindet sich das Wildseemoor, das mit 187 ha größte Hochmoor des Schwarzwalds mit dem Wildsee und dem Hornsee. Im südwestlichen Teilgebiet, auf der Hochfläche des Hohloh, befinden sich die Moore Breitlohmüß (66,9 ha), Hohlohmüß (62,5 ha) und Öllachen (40,4 ha) sowie der Große Hohlohsee, der Kleine Hohlohsee und der Breitlohsee. Die Höhenlage reicht von 680 m ü. NHN im Brotenautal bis 989 m ü. NHN am Hohloh.

## Geschichte
Die durch das Wildseemoor verlaufende Grenze zwischen Gernsbach und Bad Wildbad entspricht der alten Landesgrenze zwischen Baden und Württemberg. Am 25. Oktober 1927, einen Tag, nachdem unter seiner Zuständigkeit die Landes-Naturschutzstelle eingerichtet wurde, wies der badische Minister für Kultus und Unterricht etwa 70 ha auf badischer Seite als „Naturschutzgebiet Wildseemoor“ aus. 1928 wies die Württembergische Forstdirektion auf ihrer Seite der Grenze etwa 108 ha als Bannwald aus. 1939 und 1940 entstanden nach dem Reichsnaturschutzgesetz die Naturschutzgebiete „Wildseemoor bei Wildbad‑Kaltenbronn“ (nun die Landesgrenze übergreifend) und „Hohloh-See bei Kaltenbronn“. Das Ministerium für Ernährung, Landwirtschaft, Weinbau und Forsten Baden-Württemberg erklärte per Erlass vom 27. Mai 1970 das gesamte Wildseemoor zum Bannwald. Am 15. Juli 1985 erfolgte die Schonwalderklärung „Blockmeer Oberes Rollwassertal“.
In den 1990er Jahren verwüsteten die Orkane Vivian, Wiebke und Lothar die Waldflächen auf dem Hochplateau zwischen den beiden Naturschutzgebieten großflächig. Die Verordnung des Regierungspräsidiums Karlsruhe und der Forstdirektion Freiburg über das Natur- und Waldschutzgebiet „Kaltenbronn“ datiert vom 22. Dezember 2000 und wurde im Gesetzblatt vom 23. Februar 2001 veröffentlicht.
Seit dem Jahr 2008 informiert im Ort Kaltenbronn das Infozentrum Kaltenbronn mit einem Naturmuseum und Veranstaltungen über die Natur am Kaltenbronn.
Ein 5760 ha großes Gebiet um das Natur- und Waldschutzgebiet Kaltenbronn gehörte zum Suchraum für die Flächen des 2014 eingerichteten Nationalparks Schwarzwald, wurde letztlich jedoch nicht berücksichtigt.
Nach der 2023 erteilten EU-Förderzusage sollen mit dem LIFE-Projekt MooReKa – Moorrevitalisierung Kaltenbronn – Hohlohmoor bis zum Jahr 2028 alte Entwässerungsgräben des Hohlohmoors gesperrt werden, um den Wasserspiegel des Hohlohsees um 40 cm zu erhöhen.

## Beschreibung
Das Natur- und Waldschutzgebiet „Kaltenbronn“ umfasst zwei räumlich getrennte Naturschutzgebiete sowie die überlagernden, umgebenden und verbindenden Bann- und Schonwälder:
- Im Naturschutzgebiet „Kaltenbronn“ (Schutzgebiets-Nr. 2.222; 394,6 ha)[11] mit Hochmooren und Moorkolken sind die bisherigen Naturschutzgebiete „Wildseemoor bei Wildbad‑Kaltenbronn“ und „Hohloh-See bei Kaltenbronn“ aufgegangen, die in der Schutzgebietsverordnung jedoch weiterhin bezüglich Schutzzweck, Verboten und zulässigen Handlungen unterschieden werden.
- Bannwald „Wildseemoor“ (Schutzgebiets-Nr. 100015, 281 ha)[12]
- Bannwald „Altlochkar-Rotwasser“ (Schutzgebiets-Nr. 100089; 105,7 ha)[13]
- Der Schonwald „Kaltenbronn“ (Schutzgebiets-Nr. 200394; 1345,2 ha)[14] entstand neu mit dem Natur- und Waldschutzgebiet. Hier wird eine naturnahe Erneuerung der Sturmwurfflächen aus den 1990er-Jahren angestrebt.
- Schonwald „Blockmeer Oberes Rollwassertal“ (Schutzgebiets-Nr. 200135; 13,7 ha)[15]

## Zusammenhängende Schutzgebiete
Das gesamte Gebiet liegt innerhalb des Naturparks Schwarzwald Mitte/Nord. Die Naturschutzgebiete und Bannwälder sowie Teile des Schonwalds des Natur- und Waldschutzgebiets Kaltenbronn sind zusätzlich Bestandteil des FFH-Gebiets Kaltenbronner Enzhöhen. Die nicht zu den Naturschutzgebieten zählenden Flächenanteile gehören zusätzlich zu den großen umgebenden Landschaftsschutzgebieten Großes und Kleines Enztal mit Seitentälern im Landkreis Calw und Mittleres Murgtal im Landkreis Rastatt. Weite Bereiche des Natur- und Waldschutzgebiets, darunter die gesamten Naturschutzgebiete und Bannwälder, zählen zudem zum großen Vogelschutzgebiet Nordschwarzwald.